# Gel (rivière)
La rivière Gel, également appelée rivière Maridi ou Meridi, est une rivière du Soudan du Sud. C'est un affluent en rive droite de la rivière Bahr el-Ghazal.

## Description

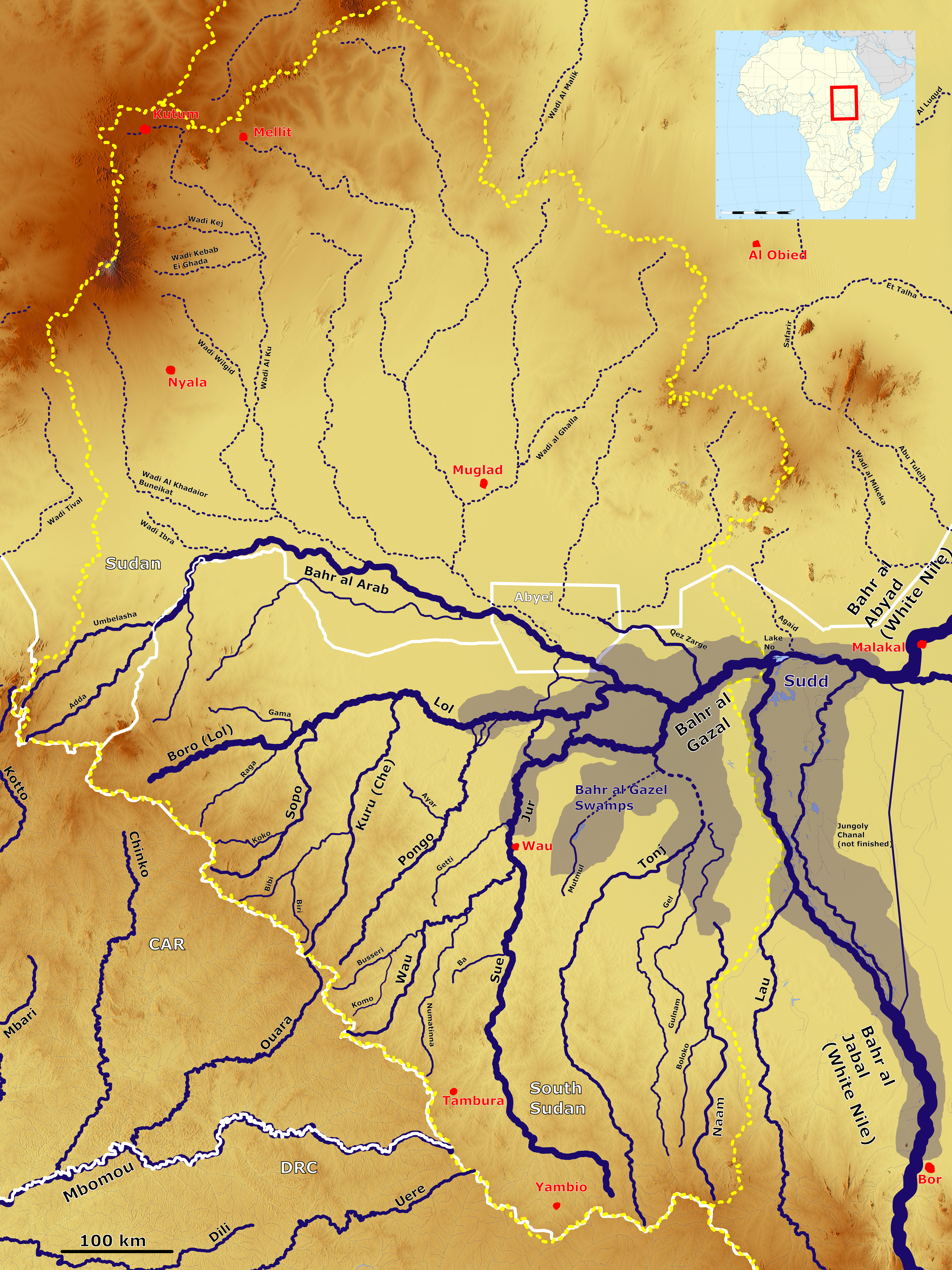
Le système fluvial du Bahr el-Ghazal avec la rivière Tonj (au milieu).

La rivière Maridi en amont puis Gel en aval est un affluent de la rivière Bahr el-Ghazal,,. La rivière prend sa source dans le sud de l'État de l'Équatoria-Occidental au Soudan du Sud, non loin de la frontière avec le Haut-Uélé en République démocratique du Congo.
La source la plus lointaine de la rivière Maridi se trouve sur une colline boisée (4° 40′ 40″ N, 29° 28′ 51″ E) sur la ligne de partage des eaux Congo-Nil, qui sépare les bassins du Nil et du Congo. Le ruisseau prend une direction nord, devenant une rivière intermittente au fur et à mesure du rassemblement des ruisseaux de tête de bassin, avec un cours très sinueux dans une vallée boisée.
La rivière rejoint la retenue d'eau du barrage de Kazana traversé par un pont en amont de la ville de Maridi (4° 53′ 08″ N, 29° 28′ 05″ E), passe au milieu de la ville traversée par un pont (4° 54′ 55″ N, 29° 27′ 43″ E). La rivière poursuit sa route vers le nord, devenant pérenne grossie progressivement par des affluents dans un paysage de savane boisée, avant de laisser la place à un paysage plus clairsemé avant de franchir la frontière de l'État des Lacs (5° 41′ 52″ N, 29° 19′ 20″ E).
La rivière Maridi devient la rivière Gel en recevant l'abondante rivière Tuju en rive gauche (5° 57′ 53″ N, 29° 20′ 03″ E), formant en aval des méandres et bras-morts dans un lit majeur encadré par des collines boisées vers le nord puis le nord-nord-ouest avec un cours très sinueux avec une largeur d'une dizaine de mètres dans un secteur largement inhabité. Plus en aval certaines zones deviennent marécageuses (6° 49′ 37″ N, 29° 07′ 50″ E). La rivière se dirige vers le nord, passe à l'ouest du village de Mokwi où le pont de la route de Tonj à Rumbek la traverse (7° 02′ 12″ N, 29° 07′ 47″ E) en contournant au nord-ouest avec un ancien bras.
La rivière se dirige ensuite vers le nord avant de rentrer dans le marais de la Gel (7° 17′ 32″ N, 29° 27′ 38″ E), formant une branche (7° 17′ 32″ N, 29° 27′ 39″ E) venant alimenter un marais à l'est (7° 22′ 59″ N, 29° 32′ 30″ E). Le chenal principal se dirige vers le nord disparaissant par endroits sous la végétation (7° 30′ 41″ N, 29° 31′ 22″ E), coulant parallèlement au chenal principal de la rivière Tonj situé à une vingtaine de kilomètres à l'ouest. Le chenal disparaît sous la végétation pendant plusieurs kilomètres (7° 40′ 03″ N, 29° 33′ 55″ E) avec un flux diverti vers une branche parallèle à l'est (7° 40′ 59″ N, 29° 35′ 02″ E) qui sort de la zone marécageuse vers le nord, traversée par plusieurs gués dans une zone de savane arbustive. Plus en aval, la zone redevient marécageuse (7° 46′ 12″ N, 29° 39′ 43″ E) et la rivière forme plusieurs bras avec un lit toujours défini.
La rivière passe dans l'État de Warab (7° 50′ 03″ N, 29° 39′ 32″ E) et entre dans le marais du Sudd (7° 51′ 40″ N, 29° 39′ 51″ E), le chenal principal se dirigeant vers le nord-ouest en passant dans l'État d'Unité (7° 52′ 41″ N, 29° 41′ 43″ E). Le chenal reçoit une branche de la rivière Naam en rive droite (8° 01′ 29″ N, 29° 48′ 02″ E) puis rejoint le chenal principal des rivières Naam (8° 03′ 22″ N, 29° 50′ 11″ E) grossie de son affluent la rivière Gulnam (7° 30′ 39″ N, 29° 47′ 58″ E) coulant globalement parallèlement à la rivière Gel à l'est et un chenal alimenté par une partie des eaux de la rivière Yei et de défluents du Bahr el-Ghebel. Des branches secondaires de la rivière Gel rejoignent le chenal principal plus en aval (8° 09′ 09″ N, 29° 46′ 57″ E) et la rivière Tonj plus à l'ouest (8° 09′ 56″ N, 29° 40′ 11″ E). Le chenal principal reçoit la rivière Tonj venue du sud (8° 13′ 53″ N, 29° 38′ 34″ E).
L'ensemble des chenaux venus du sud et de l'est grossis de la rivière Jur venue de l'ouest alimentent ensuite le lac Ambadi pour former le Bahr el-Ghazal à la confluence du Bahr el-Arab avant de rejoindre le Bahr el-Ghebel au niveau du lac No pour former le Nil Blanc.

## Hydrologie
La rivière Maridi puis Gel draine un bassin de 22 000 km2. Les précipitations annuelles moyennes sont de 1 200 millimètres.
A l'ouest du village de Mokwi, le lit mineur a une largeur de 30 mètres.

## Environnement
La rivière est densément boisée dans sa haute vallée, mais plus en aval se trouvent des bandes de plaine herbeuse de chaque côté et finalement, la forêt cède la place à une plaine herbeuse ouverte. La rivière serpente à travers une plaine inondable qui s'élargit progressivement dans son cours inférieur. Au nord de Mokwi, la rivière pénètre dans une grande lagune à partir de laquelle plusieurs petits cours d'eau mènent à un marécage d'herbe.
Chaque année, les États de Warab et des Lacs subissent des inondations de juillet à décembre, certaines parties étant totalement isolées.